# Molitg-les-Bains
Molitg-les-Bains is een gemeente in het Franse departement Pyrénées-Orientales (regio Occitanie). De plaats maakt deel uit van het arrondissement Prades. Molitg-les-Bains telde op 1 januari 2022 248 inwoners.

## Geografie
De oppervlakte van Molitg-les-Bains bedroeg op 1 januari 2022 12,96 vierkante kilometer; de bevolkingsdichtheid was toen 19,1 inwoners per km².

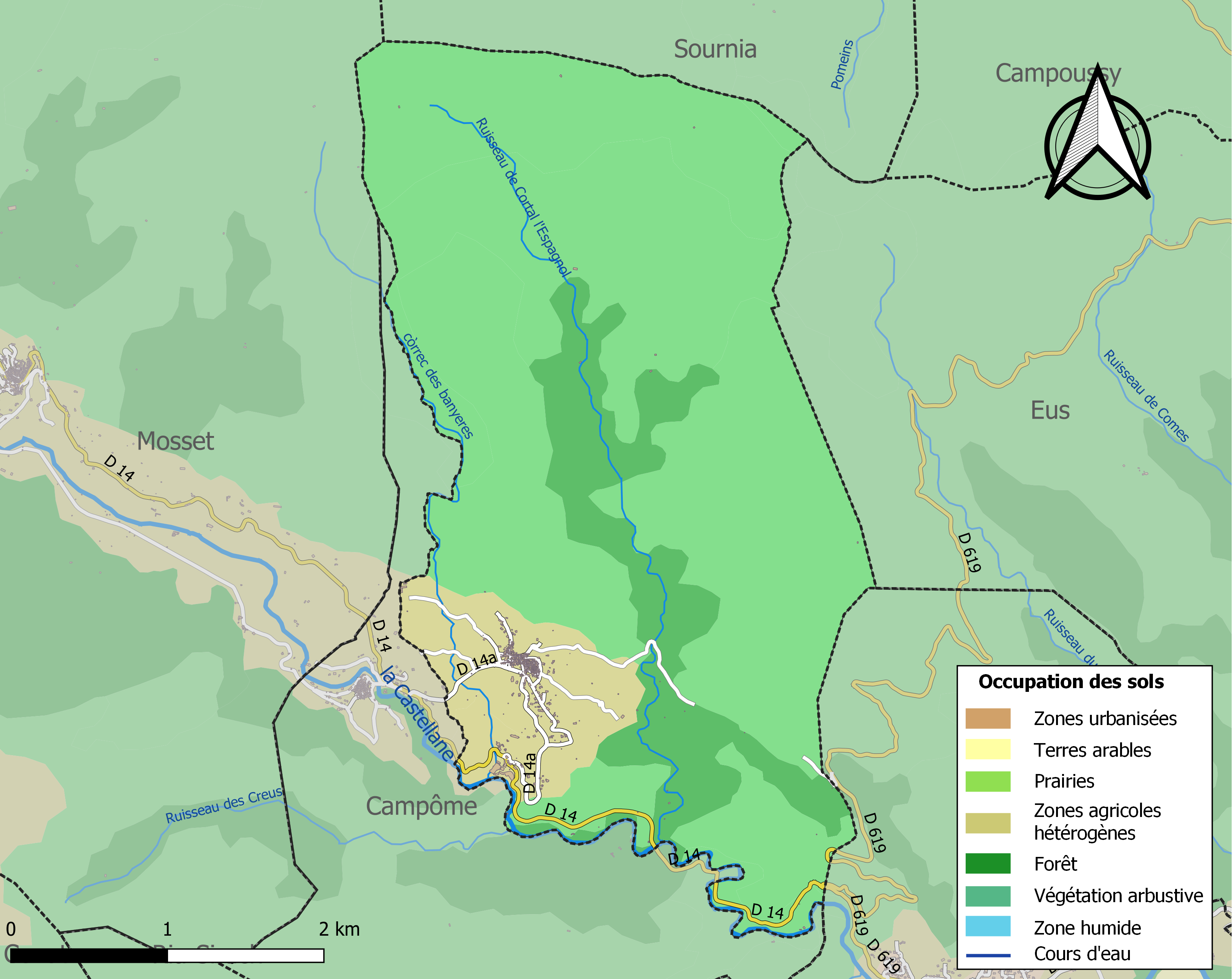
Kaart van de gemeente met de belangrijkste infrastructuur, bodemgebruik en omliggende gemeenten

## Demografie
Onderstaande figuur toont het verloop van het inwonertal (bron: INSEE-tellingen).